# Carrer del Portal Nou (Girona)
El carrer del Portal Nou és un carrer del barri vell de Girona, que conté diversos edificis inclosos en l'Inventari del Patrimoni Arquitectònic de Catalunya. Aquest carrer va des de la pujada de la Mercè fins a la plaça de Sant Domènec, creuant-se en el seu llarg recorregut amb les escales de n'Onofre Pou, la travessia del Portal Nou, les escales del carrer de la Llebre, el carreró de la Torre dels Socors, les escales del carrer d'en Mora, el carrer de Sant Josep, el passatge de Maria Gay i Tibau i la placeta de Pere Sacoma.
El primer nom conegut pel carrer era el de carrer del Pelegrí, al segle xiv, perquè els peregrins i visitants que entraven pel portal del Carme el recorrien tot seguint la costa de les Pedreres fins a arribar a la Catedral. A partir del segle xvii se'l comença a conèixer amb el nom actual de Portal Nou perquè portava a un portal de la vella muralla.
A l'encreuament amb la travessia del Portal Nou es forma una placeta on l'any 1699 s'establí el convent de les Beates claustrals, fet pel qual se l'anomenava placeta de les Beates; després del seu trasllat el 1820, se l'anomenava placeta de les Velles o de les Beates Velles, nom amb què es conegué aquest tram del carrer fins als anys 1870-1880.
El 25 d'abril de 1896 el bisbe de Girona en aquell moment, Tomàs Sivilla i Gener, celebra la primera missa i beneeix el convent d'estil gòtic que es trobava al número 12, on aquell any s'hi havien traslladat les Religioses de Sant Josep de Girona des del convent del carrer de la Força. Actualment, hi ha el Centre Geriàtric Maria Gay, nom que deu a Maria Gay i Tibau qui fundà les Germanes de Sant Josep el 1870.
El 1917 s'obrí un nou portal a la muralla, que connectava amb Les Pedreres, on s'hi havien construït nous habitacles i traçat nous carrers, fent-se hegemònic a partir d'aquell moment el nom de Portal Nou.
El 1937 hi hagué un intent de la CNT-AIT per rebatejar el carrer amb el nom de «Portal defensores de Madrid», en referència als republicans que defensaven la ciutat de Madrid en aquell moment de guerra civil davant les tropes franquistes, tot i que la proposta no tirà endavant.

## Edificis patrimonials del carrer
- Casa Crous, núm. 14
- Casa Dalmau, núm. 17-19
- Casa Rigau, núm. 21